# Střezislava
Střezislava byla manželkou Slavníka, českého šlechtice a zakladatele dynastie Slavníkovců.
Historik Dušan Třeštík uvedl, že se Střezislava narodila nejpozději roku 920. Rakouský historik Johann Loserth měl za to, že se Střezislava narodila jako dcera českého knížecího páru Vratislava I. a jeho manželky Drahomíry. Josef Žemlička přepokládal, že byla Střezislava potomkem Boleslava I. Dle Dalimilovy kroniky Střezislava pocházela z rodu kouřimských knížat, k čemuž se přikláněl i Dušan Třeštík. Na základě narození jejího syna Vojtěcha v roce 956, jenž nebyl nejstarším z jejích synů, se Dušan Třeštík domníval, že se za knížete Slavníka vdala nejpozději kolem roku 950.
| „                   | Žena, jak se praví, čistých mravů, štědrá v almužnách, vyznávajíc víru činy dávala krásný výraz své vznešenosti. Ale prospívajíc ve škole ctnosti, nebyla dobrou strážkyní svého bratra. Neboť zatímco horlila o čistotu a důvěrně se oddávala modlitbám, poskytla mužovi příležitost hřešit ne s jednou, nýbrž s mnohými ženami. | “ |
| — Bruno z Querfurtu | |   |

V Kosmově kronice je zaznamenáno, že Střezislava zemřela v roce 987. Podle historika Vratislava Vaníčka s úmrtím Střezislavy možná souvisel odchod pražského biskupa a zároveň jejího syna Vojtěcha z Čech. Střezislava měla s manželem 6 synů, těmi byli Soběslav, Spytimír, Pobraslav, Pořej, Čáslav a svatý Vojtěch. Nejspíše Slavník se Střezislavou zplodili i nějaké dcery.

#### Prameny
- Bruno z Querfurtu. Nascitur purpureus flos [online]. Překlad Oldřich Králík. [cit. 2021-06-18]. Dostupné online.